# Nico di Angelo
Nico di Angelo je fiktivní postava z literární série Percy Jackson a Olympané, syn vládce podsvětí Háda a bratranec Percyho Jacksona. Narodil se před druhou světovou válkou. Po smrti jeho matky Marie di Angelo byl Nico se svojí sestrou Biancou di Angelo odnesen Líticí Alléctó, jež jim vymazala vzpomínky v řece Lethé a následovně  je odvedla do Hotelu Lotus, kde čas ubíhá jinak než v normálním světě – Nico ani Bianca zde nezestárli, přestože v hotelu pobývali přes 70 let.

## Mýtomagie
Nico je poblázněný do hry zvané Mýtomagie, ve které se sbírají sošky a kartičky starořeckých bohů a bohyň. Nadšeně o tom povídá komukoliv, například i znuděnému řediteli tábora, bohu vinné révy Dionýsovi. Kvůli figurce Háda v této hře přijde Bianca o život.

## Percyho slib
Percy slíbí Nicovi, že se o Biancu na výpravě postará a dá na ni pozor. Bohužel poté, co Bianca na skladišti bohů ukradne pro Nica figurku boha do Mýtomagie, je proti ní poštván Héfaistův obr, nepovedený prototyp Talóse. Percy se Biance svěří se svým plánem dostat se do obra a vypnout ho, ale Bianca řekne, že ne, dá mu figurku s tím, že kdyby se jí něco stalo, má ji Percy dát Nicovi. Vypnout obra se vydá sama a nakonec se jí to podaří. Když se však obr vypne, spadne na dráty elektrického proudu a – jelikož je z kovu – Biancu to zabije a navždy zůstane uvězněna v obrově řídícím centru. Když se to Nico dozví, řekne Percymu, že ho nenávidí, ale zároveň mu zachrání život, protože kostlivci, kteří si pro Percyho přišli, vpálí rovnou do podsvětí. Odhodí figurku, kterou pro něj sestra zachránila, a zmizí. Percy si uvědomí, že Nicův otec musí být Hádés, který je i na figurce.

## Hledání sestry
Potom, co Bianca zemře, se dvanáctiletý Nico rozhodne vydat se do světa na vlastní pěst. Nico se zprvu snaží kontaktovat Biancu v podsvětí, což se mu nakonec podaří. Bianca se s ním však jen naposledy rozloučí a odchází zpět do světa mrtvých.
Ve volném pokračování sérií Percyho Jacksona Bohové Olympu se čtenář dozvídá, že Nico se pokoušel svoji sestru Biancu v podsvětí nejen najít, ale zároveň znovu přivést k životu. Ta si však mezitím vybrala znovuzrození na světě jako nový člověk. Nico tak poznává svoji druhou sestru, Hazel Levesque, dceru boha Plutona, který je římským ztělesněním boha Háda, již s sebou vezme do Tábora Jupiter.

## Obecně
Nico se občas objevuje v Táboře polokrevných, většinou se však potlouká světem sám nebo žije se svým otcem v podsvětí. Ovládá cestování skrz stíny a může ovládat duchy. Často je proto přezdíván Král duchů. Přestože je to poněkud temná a rozporuplná postava, je Nico velmi odvážný a umí být i nápomocný.

## Láska
Od mala byl Nico poblázněný do Percyho, o čemž se čtenář dozvídá v čtvrté knize Bohů Olympu. Na konci páté knihy Percymu řekne, že není jeho typ, což Percy trochu nepochopí, zato Annabeth z toho má Vánoce. Aktuálně chodí s Willem Solacem.